# Nayagarh (stad)
Nayagarh is een stad en “notified area” in het district Nayagarh van de Indiase staat Odisha. 

## Demografie
Volgens de Indiase volkstelling van 2001 wonen er 14.311 mensen in Nayagarh, waarvan 54% mannelijk en 46% vrouwelijk is. De plaats heeft een alfabetiseringsgraad van 84%. 